# (4273) Dunhuang
(4273) Dunhuang est un astéroïde de la ceinture principale.

## Description
(4273) Dunhuang est un astéroïde de la ceinture principale. Il fut découvert le 29 octobre 1978 à Nanking par l'observatoire de la Montagne Pourpre. Il présente une orbite caractérisée par un demi-grand axe de 2,39 UA, une excentricité de 0,23 et une inclinaison de 3,0° par rapport à l'écliptique.

## Compléments